# هورام
هورام (به انگلیسی: Horam) یک روستا و محله مدنی در بریتانیا است که در Wealden واقع شده‌است. هورام ۱۰٫۴ کیلومتر مربع مساحت و ۲٬۶۴۲ نفر جمعیت دارد.